# Groupe de NGC 4589
Le groupe de NGC 4589 comprend au 19 galaxies situées dans les constellations du Dragon et de la Girafe. La distance moyenne entre ce groupe et la Voie lactée est d'environ 25,9 Mpc (∼84,5 millions d'al). 

## Membres
Le tableau ci-dessous liste d'abord les 17 galaxies mentionnées dans un article de Sengupta et Balasubramanyam publié en 2006 . 
Abraham Mahtessian mentionne aussi l'existence de ce groupe, mais il n'y figure que six galaxies, soit NGC 4133, NGC 4159, NGC 4291, NGC 4319, NGC 4386 et NGC 4589.
Ce même groupe est aussi mentionné dans un article publié par A.M. Garcia en 1993, mais il ne comprend que 11 galaxies. Deux nouvelles galaxies qui ne brillent pas dans le domaine des rayons X y apparaissent, soit NGC 3901 et UGC 6996.
La fusion des galaxies des trois sources donnent une liste de 19 galaxies pour le groupe de NGC 4589. Les deux galaxies ajoutées par Garcia occupent les deux dernières entrées du tableau. 
| Nom       | Constellation | Classification | Type                        | α (J2000.0)   | δ (J2000.0) | Vitesse radiale (km/s) | Magnitude apparente | Distance (Mpc) | Diamètre (kal) | D (Mpc)     |
| --------- | ------------- | -------------- | --------------------------- | ------------- | ----------- | ---------------------- | ------------------- | -------------- | -------------- | ----------- |
| NGC 4127  | Girafe        | SAc?           | Spirale                     | 12h 08m 26.3s | 76° 48′ 15″ | 1813 ± 1               | 12,7                | 27,3 ± 1,9     | 95             | 31,2 ± 6,0  |
| NGC 4133  | Dragon        | SABb?          | Spirale intermédiaire       | 12h 08m 49.9s | 74° 54′ 16″ | 1359 ± 18              | 12,3                | 20,8 ± 1,5     | 29             | 15,9 ± 1,5  |
| NGC 4159  | Dragon        | Sdm            | Spirale magellanique        | 12h 10m 53.6s | 76° 07′ 33″ | 1753 ± 12              | 13,5                | 24,2 ± 2,2     | 24             | 17,5 ± 0,9  |
| NGC 4291  | Dragon        | E3             | Elliptique                  | 12h 20m 18.2s | 75° 22′ 15″ | 1757 ± 25              | 11,5                | 26,6 ± 1,9     | 68             | 35,4 ± 11,2 |
| NGC 4319  | Dragon        | SB(r)ab        | Spirale barrée              | 12h 21m 43.9s | 75° 19′ 21″ | 1476 ± 24              | 12,0                | 22,4 ± 1,6     | 72             | 24,6 ± 5,1A |
| NGC 4331  | Dragon        | Im?            | Irrégulière                 | 12h 22m 35.9s | 76° 10′ 21″ | 1569 ± 5               | 14,0                | 22,7 ± 1,7     | 48             | 22,6 ± 3,4A |
| NGC 4363  | Dragon        | SAb?           | Spirale                     | 12h 23m 28.4s | 74° 57′ 08″ | 1419 ± 0               | 13,5                | 21,6 ± 1,5     | 38             | x           |
| NGC 4386  | Dragon        | SAB00?         | Lenticulaire                | 12h 24m 28.3s | 75° 31′ 44″ | 1677 ± 27              | 11,7                | 25,4 ± 1,8     | 77             | 29,3 ± 10,2 |
| NGC 4589  | Dragon        | E2             | Elliptique                  | 12h 37m 25.0s | 74° 11′ 31″ | 1980 ± 14              | 10,7                | 29,9 ± 2,1     | 125            | 30,8 ± 10,9 |
| NGC 4648  | Dragon        | E3             | Elliptique                  | 12h 41m 44.4s | 74° 25′ 15″ | 1414 ± 18              | 12,0                | 21,6 ± 1,5     | 97             | 44,8 ± 12,7 |
| UGC 7086  | Girafe        | Sb             | Spirale                     | 12h 05m 56.1s | 77° 30′ 18″ | 2011 ± 4               | 14,6                | 30,2 ± 2,1     | 90             | 33,8 ± 4,2  |
| UGC 7189  | Dragon        | SBdm?          | Spirale barrée magellanique | 12h 11m 18.7s | 74° 48′ 30″ | 1683 ± 0               | 14,2                | 25,6 ± 1,8     | 59             | x           |
| UGC 7238  | Dragon        | Scd?           | Spirale                     | 12h 13m 53.8s | 74° 30′ 01″ | 1695 ± 0               | 16,6                | 25,8 ± 1,8     | 47             | 35,4 ± 11,8 |
| UGC 7265  | Dragon        | Sdm            | Spirale magellanique        | 12h 15m 04.9s | 76° 14′ 08″ | 1862 ± 6               | 13,253 ± 0,011B     | 28,1 ± 2,0     | 38             | x           |
| UGC 7844  | Dragon        | Scd            | Spirale                     | 12h 40m 49.9s | 73° 43′ 08″ | 1863 ± 27              | 15,9                | 28,3 ± 2,0     | 45             | 40,0 ± 12,7 |
| UGC 7872  | Dragon        | Im             | Irrégulière magellanique    | 12h 41m 53.3s | 75° 18′ 25″ | 1878 ± 9               | 17,25 ± 0,04C       | 28,3 ± 2,0     | 58             | 30,7 ± ?A   |
| UGC 7908  | Dragon        | Scd?           | Spirale                     | 12h 43m 37.8s | 73° 36′ 45″ | 1668 ± 4               | 14,6                | 25,4 ± 1,8     | 26             | 16,8 ± 0,1A |
| NGC 3901a | Girafe        | Scd?           | Spirale                     | 11h 42m 49.7s | 77° 22′ 22″ | 1709 ± 1               | 13,7                | 23,5 ± 1,9     | 58             | 32,2 ± 0,6A |
| UGC 6996a | Girafe        | Im?            | Irrégulière magellanique    | 12h 00m 22.7s | 78° 51′ 03″ | 1966 ± 4               | ?                   | 29,4 ± 2,1     | 49             | x           |

- a Galaxie qui ne brille pas dans le domaine des rayons X. Ajouté au groupe par A.M. Garcia.
- A Trois mesures ou moins.
- B Dans le domaine du proche infrarouge.
- C Dans le domaine de l'ultraviolet.

Le site DeepskyLog permet de trouver aisément les constellations des galaxies mentionnées dans ce tableau ou si elles ne s'y trouvent pas, l'outil du site constellation permet de le faire à l'aide des coordonnées de la galaxie. Sauf indication contraire, les données proviennent du site NASA/IPAC. 